# Сегнетова сіль
Сегне́това сіль, тартрáт на́трію-ка́лію, ка́лій-на́трій винноки́слий — тетрагідрат подвійної натрієво-калієвої солі винної кислоти KNaC4H4O6·4H2O. Названа ім'ям французького аптекаря П'єра Сеньєта (1660—1719). В інших джерелах зазначається ім'я аптекаря Елі Сеньє (1632—1698), а також роки отримання солі — 1672 та 1675.

## Фізичні властивості та застосування в техніці
Забарвлення кристалів сегнетової солі — від безбарвного до блакитного. Розкладатися речовина починає вже за 55,6 °C (ймовірно, мається на увазі часткова або повна втрата кристалізаційної води). Будова кристала відповідає ромбічній системі (зазвичай речовина кристалізується в ромбоподібні кристали з 12 гранями, 2 з яких — пінакоїди; кути між двома бічними гранями дорівнюють 163° та 40°).

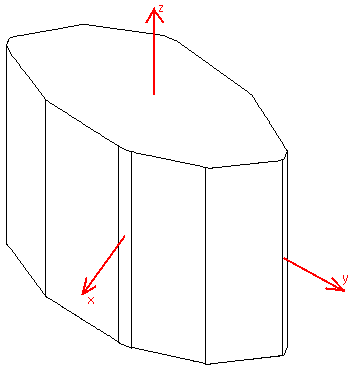
Приблизне зображення кристала сегнетової солі. Через видимі малюнку пінакоїди проведено осі координат

У сегнетової солі вперше (1920; за іншими даними — 1894 року) виявлено своєрідні електричні властивості — мимовільна поляризація в певному інтервалі температур, причому ця поляризація піддається зміні під впливом досить сильного зовнішнього електричного поля. Пізніше речовини з такими властивостями стали називати, за назвою сегнетової солі, сегнетоелектриками.
Крім того, тетрагідрат тартрату калію-натрію — одна з перших речовин, у яких виявлено п'єзоелектричні властивості (П'єр і Жак Кюрі, 1880). Пізніше ці властивості знайшли застосування в техніці: спочатку в міжвоєнний період у США (патент фірми BRUSH № 2483647), а потім і в інших країнах (у СРСР у 1941—1942 роках). Сегнетову сіль стали застосовувати в звукознімачах електрофонів, мікрофонах, телефонних трубках, слухових апаратах та інших подібних пристроях. Особливо широке застосування ця речовина знайшла під час підвищеного попиту на електротехніку в післявоєнні роки. У порівнянні з іншими перетворювачами, вихідна напруга сегнетової солі дуже велика (навіть у три тисячі разів більша). Однак виготовлені з неї перетворювачі не можуть зберігатися у вологому місці, оскільки сіль, через свою гігроскопічність, поступово розпливається.

## Хімічні властивості та застосування
Оскільки тартрат натрію-калію — сіль винної кислоти, йому відповідають кілька оптичних ізомерів. У природі зустрічається тільки L-(+)-винна кислота[джерело?].
Тетрагідрат добре розчинний у воді (54 г/100 г H2O при 15 °C, 1390 г/л при 30 °C), до того ж сіль гігроскопічна. Однак сіль як така, очевидно, малорозчинна, оскільки в реакції отримання випадає в осад.
Є компонентом фелінгової рідини, у складі якої використовується для виявлення цукрів. Також використовують у срібленні дзеркал за методом Генріхсона. Крім того, використовують в органічному синтезі як деемульгатор у водних розчинах, зазвичай у реакціях із застосуванням гідриду алюмінію. Також міститься в розчині визначення білків біуретовим методом.
У лабораторії отримують осадженням у дрібнокристалічному вигляді гарячого розчину кислого тартрату калію додаванням стехіометричної кількості Na2CO3.

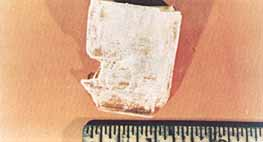
Порівняно великий кристал, вирощений на станції «Скайлаб»

Кристали більшого розміру вирощено в космосі в умовах слабкого тяжіння та конвекції, наприклад, на американській орбітальній станції Скайлаб. Також кристали потрібного розміру вирощують у промисловості.

## Інші застосування
У харчовій промисловості використовують як добавку E337 (антиоксидант). Має солоний, прохолодний смак. Використовують у пекарських порошках. Знайшла застосування і в медицині — як проносний засіб (нібито аптекар Сеньєт уживав цю сіль для допомоги за шлункових розладів). З цією метою сегнетову сіль часто застосовують у складі порошку Сейдліца. Раніше використовувалася у складі «віденського питва».